# TRMT112
TRMT112 (англ. TRNA methyltransferase subunit 11-2) – білок, який кодується однойменним геном, розташованим у людей на 11-й хромосомі. Довжина поліпептидного ланцюга білка становить 125 амінокислот, а молекулярна маса — 14 199.
| 10         |  | 20         |  | 30         |  | 40         |  | 50         |
| ---------- |  | ---------- |  | ---------- |  | ---------- |  | ---------- |
| MKLLTHNLLS |  | SHVRGVGSRG |  | FPLRLQATEV |  | RICPVEFNPN |  | FVARMIPKVE |
| WSAFLEAADN |  | LRLIQVPKGP |  | VEGYEENEEF |  | LRTMHHLLLE |  | VEVIEGTLQC |
| PESGRMFPIS |  | RGIPNMLLSE |  | EETES      |  |            |  |            |

A: Аланін

C: Цистеїн

D: Аспарагінова кислота

E: Глутамінова кислота

F: Фенілаланін

G: Гліцин

H: Гістидин

I: Ізолейцин

K: Лізин

L: Лейцин

M: Метіонін

N: Аспарагін

P: Пролін

Q: Глутамін

R: Аргінін

S: Серин

T: Треонін

V: Валін

W: Триптофан

Кодований геном білок за функцією належить до фосфопротеїнів. 
Задіяний у такому біологічному процесі, як альтернативний сплайсинг. 